# Raquel (telenovela)
Raquel foi uma telenovela venezuelana exibida entre 1973 e 1975 pelo canal RCTV. Foi mais uma das obras de Inés Rodena, também criadora de Marimar e Marisol. Foi protagonizada por Doris Wells e Raul Amundaray.

## Elenco
- Doris Wells como Raquel Rivera
- Raul Amundaray como Alberto Estévez
- Cecilia Villarreal como Laura / Lina Saldivar
- Rosita Vásquez
- Aurora Mendoza
- María Luisa Angulo como Petra
- Cristina Fontana como Raimunda
- Amalia Pérez Díaz como Doña Regina viúva de Estévez
- América Barrios
- Manolo Coego como Pablo
- Helianta Cruz
- Raquel Castaños
- Yajaira Orta como Carlota
- Yolanda Méndez como Tamara
- Tomás Henríquez como Don Federico Rivera
- Helena Naranjo como Sandra
- María Eugenia Domínguez
- Agustina Martín
- Zulay García como Ada
- Fernando Ortega como Kike Estévez
- Tatiana Capote como Linda
- Marita Capote como Ana María Estévez
- Liliana Durán
- Wendy Torres
- Yolanda Muñoz
- Margot Antillano como La Chona
- Martha Olivo
- Jimmy Verdum
- Alexis Escamez
- Elisa Escamez
- Oscar Martínez
- Luis Calderón
- Romelia Aguero
- Martha Mijares
- Maria Teresa Acosta
- Laura Serra
- Verónica Doza
- Carmen Victoria Pérez como Sara
- Argenis Chirivela
- Alberto Marín
- Edmundo Valdemar
- Julio Mota
- Carlos Márquez
- Maria Antonieta Gómez
- Sandra Dalton
- Laura Mosquera
- Carmen Arencibia
- Julio Capote
- Guillermo González
- Chony Fuentes
- Renato Gutiérrez
- Nerón Rojas
- Juan Iturbide
- Regina Romano
- Erick Noriega
- Mauricio González
- Vally Bell
- Rafael Vallenilla
- Susana Henríquez

## Versões
- Em 1979, houve a telenovela da mesma criadora, Los ricos también lloran com Verónica Castro e Rogelio Guerra.
- Em 1980, houve uma contrapartida da telenovela Raquel com o sob-nome de Veronica.
- Em 1988, foi criado o remake Abigail, com Catherine Fulop e Fernando Carrillo.
- Entre 1995 e 1996, Thalía e Fernando Colunga protagonizaram María la del Barrio.